# Villa Bellevue (Mont-Saint-Michel)

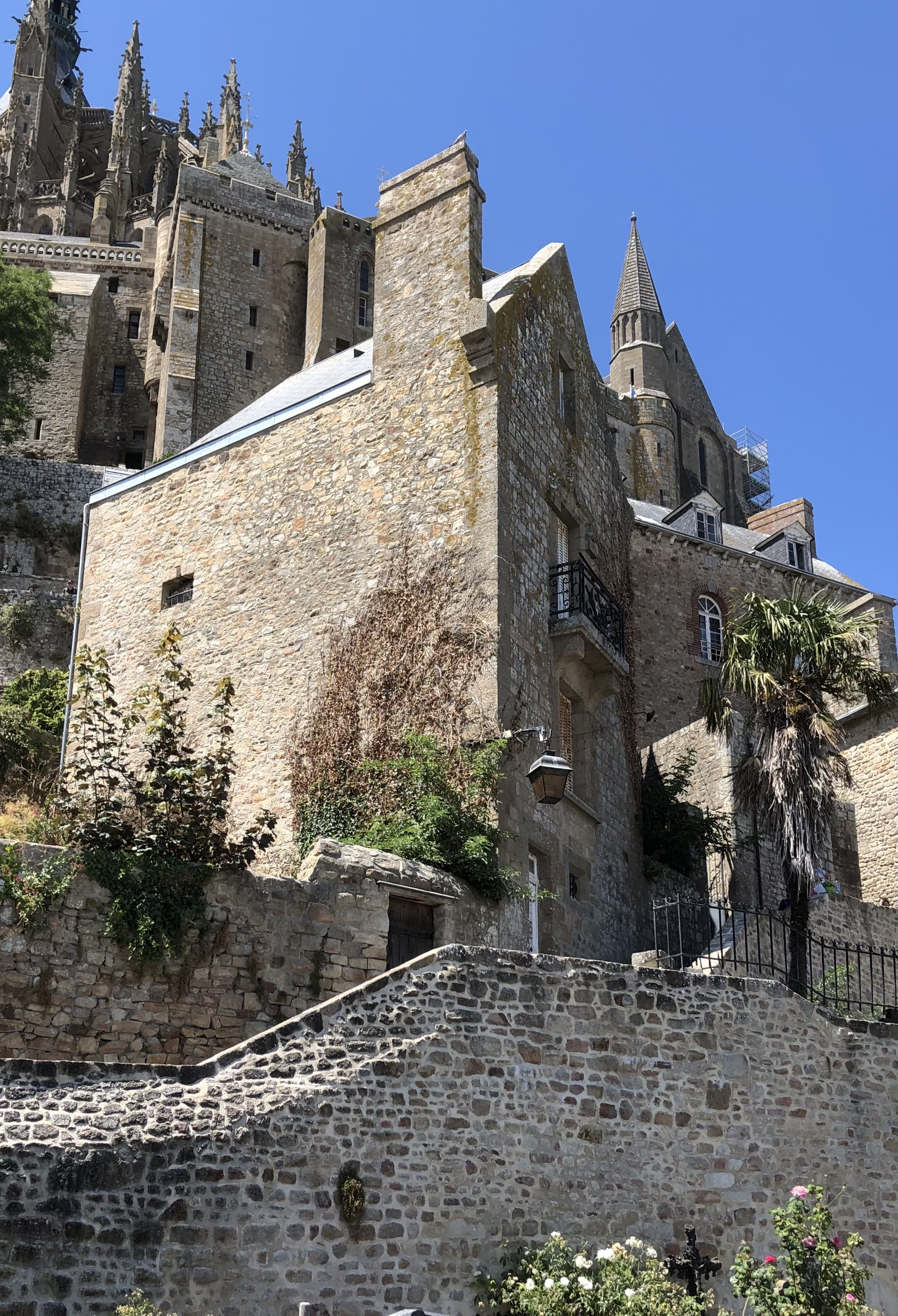
Villa Bellevue, 2022

Die Villa Bellevue ist ein denkmalgeschütztes Haus in der Gemeinde Le Mont-Saint-Michel in Frankreich.
Das Gebäude befindet sich im östlichen Teil der Insel Mont Saint-Michel und erhebt sich westlich über den Friedhof Mont-Saint-Michel.
Die Villa wurde im Jahr 1913 im Stil der Neogotik errichtet und fügt sich gestalterisch in die historische Umgebungsbebauung ein. 
Bereits am 12. September 1931 wurde das Haus als Monument Historique registriert. Es wird in der Liste der Monuments historiques in Le Mont-Saint-Michel unter der Nummer PA00110519 mit dem Status Classé geführt. Das Gebäude befindet sich in Privateigentum.